# Lisa McGee
Pour les articles homonymes, voir McGee.
Lisa McGee est une productrice et scénariste pour le théâtre et la télévision nord-irlandaise. Elle fait partie des 100 femmes de la BBC en 2018.

## Biographie
Née à Derry, elle fait ses études en art dramatique à l'Université Queen's de Belfast. Vers 2008, elle est engagée par le Royal National Theatre à Londres et écrit pour la pièce Girls and Dolls dans laquelle joue Jamie-Lee O'Donnell (future actrice de Derry Girls).
Elle fait ses débuts en tant que scénariste pour la télévision avec deux épisodes pour la série Totally Frank de Channel 4 puis écrit quelques épisodes pour Being Human : La Confrérie de l'étrange entre 2010 et 2012. En 2008, elle créé la série Raw qui suit le quotidien d'un restaurant de Belfast et diffusé sur Raidió Teilifís Éireann.
En 2018, elle est la créatrice de la série humoristique Derry Girls qui se déroule à Derry en Irlande du Nord dans les années 1990, qui se base sur sa propre enfance. Le premier épisode bat un record d'audience pour le lancement d'une série avec 2,8 millions de téléspectateurs.
Mariée à l'acteur Tobias Beer, elle écrit le thriller The Deceived, qui se déroule entre Cambridge et Donegal,.

## Filmographie

### Comme scénariste
- 2006 : Totally Frank (2 épisodes)
- 2007 : The Meeting (court-métrage)
- 2008 : The Things I Haven't Told You (téléfilm)
- 2008-2013 : Raw (6 épisodes)
- 2010-2012 : Being Human : La Confrérie de l'étrange (3 épisodes)
- 2013 : The White Queen (1 épisode)
- 2013 : London Irish (3 épisodes)
- 2015 : Indian Summers (3 épisodes)
- 2018- : Derry Girls

### Comme productrice
- 2015 : Indian Summers (6 épisodes)
- 2018- : Derry Girls

## Récompenses et distinctions
- 2007 : Stewart Parler Trust New Playwright Bursary pour Girls and Dolls[8].
- 2012 : Writers' Guild of Great Britain Awards de la Meilleure Série dramatique pour Being Human : La Confrérie de l'étrange[9].
- 2018 : British Screenwriters' Award for Best Comedy Writing on Television pour Derry Girls[8].